# Liste der Generalsekretäre des Élysée-Palastes

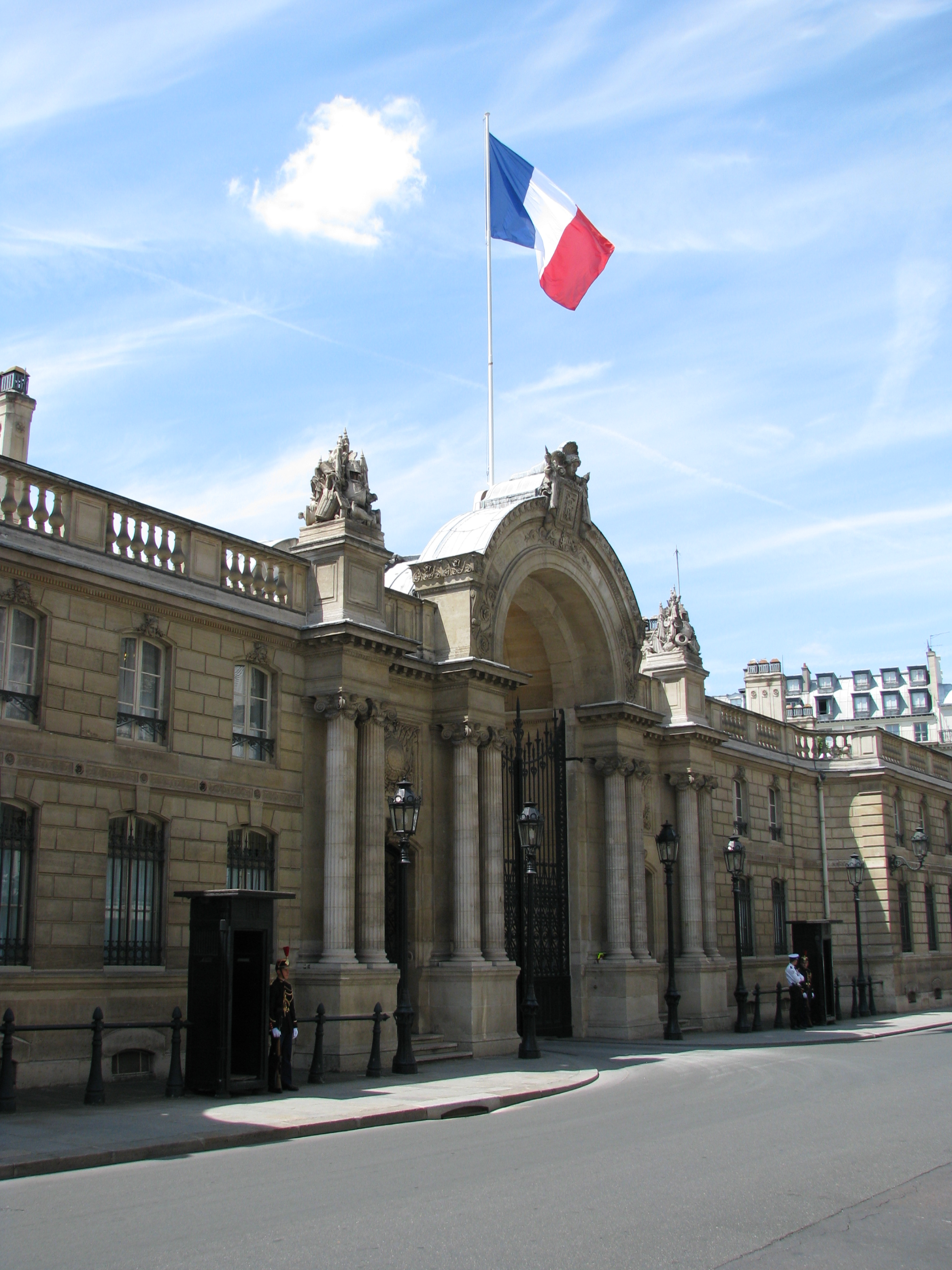
Der Élysée-Palast, Sitz des französischen Staatspräsidenten

Verschiedene Ministerialbeamte dienten seit 1912 als Verwaltungschefs (Generalsekretäre) des Élysée-Palastes, also der Behörde des französischen Staatspräsidenten. Drei von ihnen waren danach Premierminister: Pierre Bérégovoy (1992–1993), Édouard Balladur (1993–1995) und Dominique de Villepin (2005–2007).
| Generalsekretär                | Präsident                          | Zeitraum  |
| ------------------------------ | ---------------------------------- | --------- |
| Henri Collignon                | Armand Fallières                   | 1912–1913 |
| Félix Decori                   | Raymond Poincaré                   | 1913–1915 |
| Olivier Sainsère               | Raymond Poincaré                   | 1915–1920 |
| vakant                         | Paul Deschanel                     | 1920–1920 |
| vakant                         | Alexandre Millerand                | 1920–1924 |
| vakant                         | Gaston Doumergue                   | 1924–1931 |
| Georges Huisman                | Paul Doumer                        | 1931–1932 |
| vakant                         | Albert Lebrun                      | 1932–1940 |
| Jean Forgeot                   | Vincent Auriol                     | 1947–1954 |
| Charles Merveilleux du Vignaux | René Coty                          | 1954–1959 |
| Geoffroy Chodron de Courcel    | Charles de Gaulle                  | 1959–1962 |
| Étienne Burin des Roziers      | Charles de Gaulle                  | 1962–1967 |
| Bernard Tricot                 | Charles de Gaulle                  | 1967–1969 |
| Bernard Beck                   | vertretungsweise unter Alain Poher | 1969      |
| Michel Jobert                  | Georges Pompidou                   | 1969–1973 |
| Édouard Balladur               | Georges Pompidou                   | 1973–1974 |
| Bernard Beck                   | vertretungsweise unter Alain Poher | 1974      |
| Claude Pierre-Brossolette      | Valéry Giscard d’Estaing           | 1974–1976 |
| Jean François-Poncet           | Valéry Giscard d’Estaing           | 1976–1978 |
| Jacques Wahl                   | Valéry Giscard d’Estaing           | 1978–1981 |
| Pierre Bérégovoy               | François Mitterrand                | 1981–1982 |
| Jean-Louis Bianco              | François Mitterrand                | 1982–1991 |
| Hubert Védrine                 | François Mitterrand                | 1991–1995 |
| Dominique de Villepin          | Jacques Chirac                     | 1995–2002 |
| Philippe Bas                   | Jacques Chirac                     | 2002–2005 |
| Frédéric Salat-Baroux          | Jacques Chirac                     | 2005–2007 |
| Claude Guéant                  | Nicolas Sarkozy                    | 2007–2011 |
| Xavier Musca                   | Nicolas Sarkozy                    | 2011–2012 |
| Pierre-René Lemas              | François Hollande                  | 2012–2014 |
| Jean-Pierre Jouyet             | François Hollande                  | 2014–2017 |
| Alexis Kohler                  | Emmanuel Macron                    | 2017–     |